# Saint-Hernin

Saint-Hernin este o comună în departamentul Finistère, Franța. În 1 ianuarie 2022 avea o populație de 735 de locuitori.